# 21557 Daniellitt
A 21557 Daniellitt (ideiglenes jelöléssel 1998 QE73) a Naprendszer kisbolygóövében található aszteroida. A LINEAR projekt keretében fedezték fel 1998. augusztus 24-én.